# Sykaminea
Sykaminea (griechisch Συκαμινέα (f. sg.)) bis 1940 Sykamia Συκαμιά ist ein Dorf im Norden der Insel Lesbos, das zum Gemeindebezirk von Mithymna (Δημοτική Ενότητα Μήθυμνας) gehört und 316 Einwohner hat (2021). Zu Sykamia gehört auch das direkt am Meer liegende Skala Sykamias (Σκάλα Συκαμιάς). Der bis 1940 offizielle Name Sykamia ist heute noch immer überwiegend im Gebrauch der lokalen Bevölkerung.

## Lage
Sykamia liegt 49,2 km nördlich der Inselhauptstadt Mytilini und 12 km östlich von Mithymna und ist das nördlichste Dorf von Lesbos. Der nächstgrößere Ort ist Mandamados. Zwischen Skala Sykamias und dem türkischen Festland ist die Distanz mit ungefähr 10 km sehr gering. Sykamia liegt an einem bewaldeten Hang mit Aussicht auf das Meer.

## Geschichte
Der Name des Dorfes stammt wahrscheinlich von dem griechischen Wort für Maulbeerbaum (griechisch συκαμνιά). Tatsächlich gibt es in Sykamia viele Maulbeerbäume, ein mit 130 Jahren besonders alter steht in Skala Sykamias; unter ihm soll der griechische Schriftsteller Stratis Myrivilis (Στράτης Μυριβήλης), der aus Sykamia stammt, oft gesessen haben.
Während der Kleinasiatischen Katastrophe 1922 erreichten viele griechischstämmige Flüchtlinge von der kleinasiatischen Küste kommend hier die Insel Lesbos. Die meisten von ihnen blieben allerdings nicht dort wohnen.
Die Geschichte wiederholte sich fast 100 Jahre später während der Flüchtlingskrise 2015 mit den Flüchtlingen, die hier an Land gingen, um in Europa Schutz zu finden. Zahlreiche Dorfbewohner halfen ihnen; stellvertretend für das Engagement der Bewohner von Lesbos wurden der Fischer Stratis Valamios und Aimilia Vamvisi, beide aus Skala Sykamineas, 2016  für den Friedensnobelpreis nominiert.

## Verwaltungsgliederung und Bevölkerungsentwicklung
Mit dem Ende der osmanischen Herrschaft wurde Sykamia 1918 eine Landgemeinde. Skala Sykamias erhielten 1920 die Anerkennung als Siedlung. Die Umbenennung in Sykaminea erfolgte 1940. Gemeinsam mit drei weiteren Landgemeinden erfolgte die Eingemeindung zur damaligen Gemeinde Mithymna nach der Gemeindereform 1997. Durch die Verwaltungsreform 2010 wurden die Inselgemeinden zur neu geschaffenen Gemeinde Lesbos (Δήμος Λέσβου Dímos Lésvou) zusammengeführt. Seit der Korrektur der Verwaltungsreform 2019 gehört Sykaminea zur neu gegründeten Gemeinde Dytiki Lesvos.
Bevölkerungsentwicklung von Sykaminea
| Name             | griechischer Name         | Code       | 1920 | 1928 | 1940 | 1951 | 1961 | 1971 | 1981 | 1991 | 2001 | 2011 | 2021 |
| ---------------- | ------------------------- | ---------- | ---- | ---- | ---- | ---- | ---- | ---- | ---- | ---- | ---- | ---- | ---- |
| Sykaminea        | Συκαμινέας (f. sg.)       | 5301100401 | 691  | 816  | 713  |      | 494  | 375  | 332  | 273  | 207  | 169  |      |
| Skala Sykamineas | Σκάλα Συκαμινέας (f. sg.) | 5301100402 | 067  | 177  | 200  |      | 157  | 154  | 159  | 153  | 164  | 140  |      |
| Gesamt           | Gesamt                    | 53011004   | 758  | 993  | 913  | 855  | 651  | 529  | 491  | 426  | 371  | 309  | 316  |

## Sehenswürdigkeiten

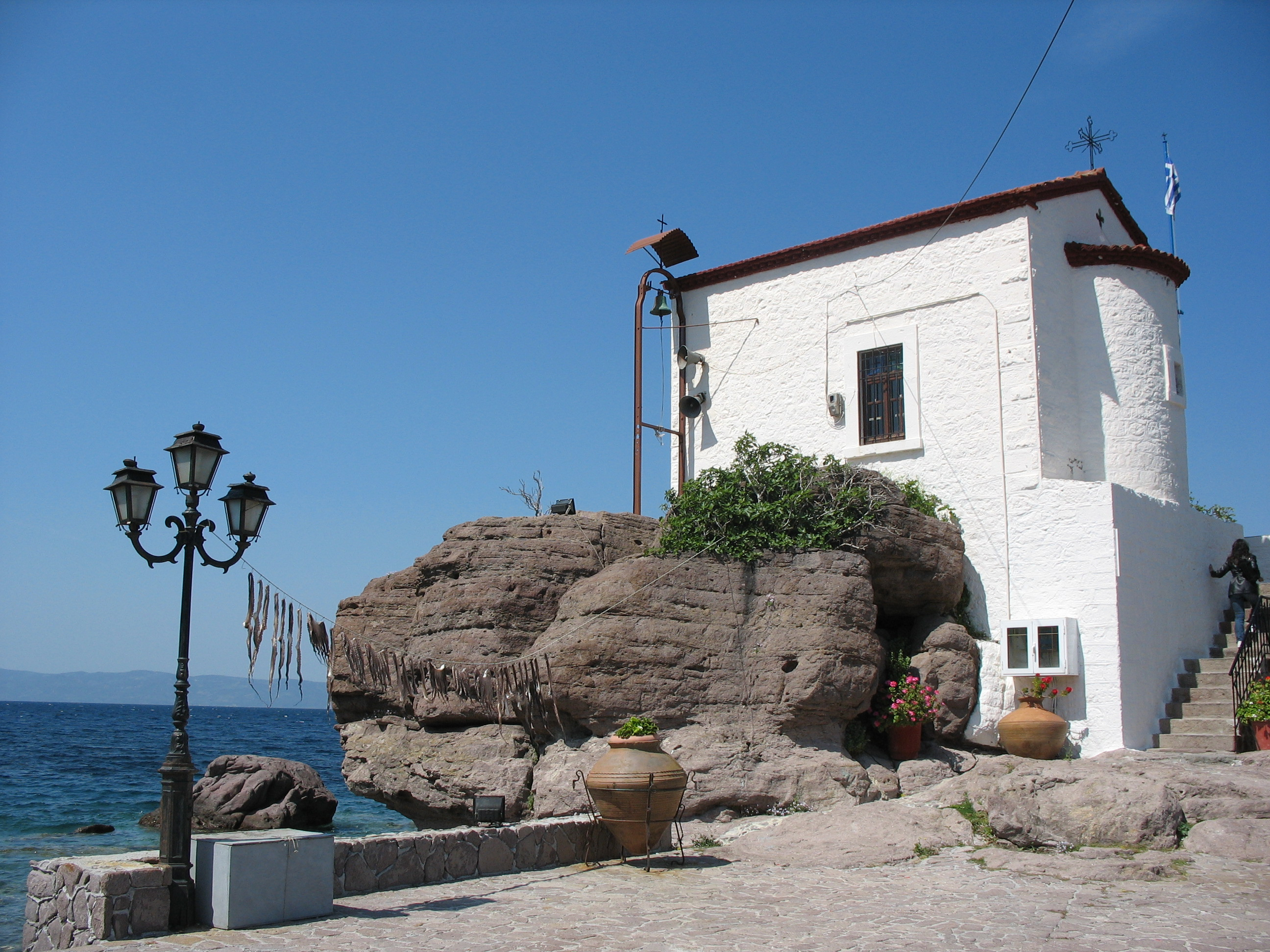
Panagia tis Gorgonas

In Sykamia befindet sich das Geburtshaus von Stratis Myrivilis (1892–1969). Eine kleine Ausstellung mit seinen persönlichen Gegenständen  erinnert in einem Raum der Grundschule (Δημοτικό Σχολείο Συκαμινέας Λέσβου – Στρατής Μυριβήλης) an ihn.
Das Dorf besteht aus vielen traditionellen alten Steinhäusern und engen Gässchen, es gehört zu den am besten erhaltenen alten Dörfern der Insel.
Bekannt ist die kleine Kirche von Skala Sykamias Panagia tis Gorgonas (Παναγία της Γοργόνας ‚Muttergottes mit dem Fischschwanz‘). Sie steht direkt an der Hafeneinfahrt auf einem Felsen. Die Kirche trägt diesen Namen, da sie früher von einer Ikone der Muttergottes mit Fischschwanz geschmückt wurde, gemalt von einem Unbekannten. Diese einzigartige Darstellung der Muttergottes ist heute nicht mehr erhalten; es wird vermutet, dass sie die enge Beziehung der Bewohner zum Meer symbolisieren sollte. Die Panagia tis Gorgonas diente als Inspiration zu dem nach ihr benannten Buch von Myrivilis Die Madonna mit dem Fischleib (1949).